# 前613年
| 千纪： | 前1千纪 |
| 世纪： | 前8世纪 \| 前7世纪 \| 前6世纪 |
| 年代： | 前640年代 \| 前630年代 \| 前620年代 \| 前610年代 \| 前600年代 \| 前590年代 \| 前580年代                                                                                     |
| 年份： | 前618年 \| 前617年 \| 前616年 \| 前615年 \| 前614年 \| 前613年 \| 前612年 \| 前611年 \| 前610年 \| 前609年 \| 前608年                                                       |
| 纪年： | 周顷王六年 魯文公十四年 齊昭公二十年 晉靈公八年 秦康公八年 宋昭公七年 楚庄王元年 衛成公二十二年 陈灵公元年 蔡庄侯三十三年 曹文公五年 郑穆公十五年 燕桓公五年 杞桓公二十四年 |

## 大事記
- 楚莊王登基繼位，不理政事長達三年。
- 趙盾主盟，晉國再度控制中原諸侯。
- 周顷王去世，周匡王即位。
- 齊昭公潘卒，子齐君舍嗣位。昭公弟商人殺齐君舍嗣位，是為齐懿公。
- 晉國、宋國、魯國、陳國、衛國、鄭國、許國、曹國，會盟於新城（宋地，河南商丘西南），進攻邾國，想要拥立捷菑為國君，邾國拒絕。

## 逝世
- 周顷王
- 公子燮，楚国公子。
- 鬬克，楚国大臣。
- 孟穆伯，鲁国大夫。
- 齊昭公。
- 齐君舍。